# Abbotsgrange Middle School

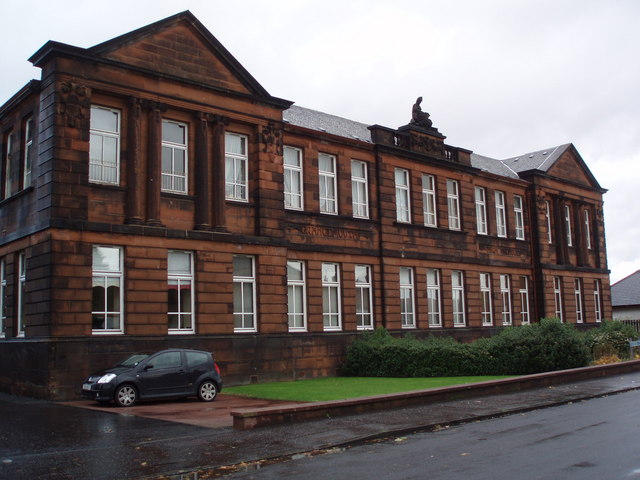
Abbotsgrange Middle School

Die Abbotsgrange Middle School, gegründet als Grangemouth High School, ist ein ehemaliges Schulgebäude in der schottischen Stadt Grangemouth in der Council Area Falkirk. 1989 wurde das Bauwerk in die schottischen Denkmallisten in der Kategorie B aufgenommen.

## Beschreibung
Das Gebäude liegt im Stadtzentrum an der Carronflats Road. Das mit klassizistischen Details gestaltete, zweistöckige Gebäude wurde im Jahre 1908 errichtet. Das Mauerwerk besteht aus rotem Sandstein, der zu Quadern behauen wurde. Die südexponierte Vorderfront ist symmetrisch in fünf Segmente mit jeweils drei Fensterachsen unterteilt. Die äußeren sowie der mittlere Block springen leicht hervor. Dreiecksgiebel bekrönen die beiden äußeren Segmente, die im Obergeschoss mit jeweils zwei ionischen Säulenpaaren gestaltet sind. An den Ost- und Westseiten sind die Fenster auf sieben vertikalen Achsen im Schema 3–1–3 angeordnet. Ebenerdig ist mittig an jeder Seite jeweils eine Eingangstür für die geschlechtergetrennte Schule zu finden. Gesprengte Segmentgiebel bekrönen die Portale.